# Helcon albus
Helcon albus är en stekelart som beskrevs av Chou och Hsu 1998. Helcon albus ingår i släktet Helcon och familjen bracksteklar. Inga underarter finns listade i Catalogue of Life.